# Angola aux Jeux olympiques d'été de 2016
L'Angola participe aux Jeux olympiques d'été de 2016 à Rio de Janeiro au Brésil du 5 août au 21 août. Il s'agit de sa 9e participation à des Jeux d'été.

## Athlétisme

### Homme

#### Course
| Athlètes           | Compétitions | Tour préliminaire | Tour préliminaire | Série   | Série   | Demi-finales | Demi-finales | Finale  | Finale  |
| Athlètes           | Compétitions | Temps             | Rang              | Temps   | Rang    | Temps        | Rang         | Temps   | Rang    |
| ------------------ | ------------ | ----------------- | ----------------- | ------- | ------- | ------------ | ------------ | ------- | ------- |
| Hermenegildo Leito | 100 mètres   | 11 s 65           | 7e                | Éliminé | Éliminé | Éliminé      | Éliminé      | Éliminé | Éliminé |

### Femme

#### Course
| Athlètes     | Compétitions | Tour préliminaire | Tour préliminaire | Série    | Série    | Demi-finales | Demi-finales | Finale   | Finale   |
| Athlètes     | Compétitions | Temps             | Rang              | Temps    | Rang     | Temps        | Rang         | Temps    | Rang     |
| ------------ | ------------ | ----------------- | ----------------- | -------- | -------- | ------------ | ------------ | -------- | -------- |
| Liliana Neto | 100 mètres   | 13 s 58           | 7e                | Éliminée | Éliminée | Éliminée     | Éliminée     | Éliminée | Éliminée |

## Aviron
Lors de la régate continentale à Tunis, l'Angola se qualifie pour la première fois aux Jeux olympiques.
Légende: FA = finale A (médaille) ; FB = finale B (pas de médaille) ; FC = finale C (pas de médaille) ; FD = finale D (pas de médaille) ; FE = finale E (pas de médaille) ; FF = finale F (pas de médaille) ; SA/B = demi-finales A/B ; SC/D = demi-finales C/D ; SE/F = demi-finales E/F ; QF = quarts de finale; R= repêchage
| Athlète                           | Compétition                 | Séries        | Séries | Repêchage     | Repêchage | Demi-finales  | Demi-finales | Finale        | Finale |
| Athlète                           | Compétition                 | Temps         | Rang   | Temps         | Rang      | Temps         | Rang         | Temps         | Rang   |
| --------------------------------- | --------------------------- | ------------- | ------ | ------------- | --------- | ------------- | ------------ | ------------- | ------ |
| André Matias Jean-Luc Rasamoelina | Deux de couple poids légers | 6 min 58 s 93 | 5 R    | 7 min 29 s 73 | 6 SC/D    | 7 min 39 s 59 | 4 FD         | 7 min 01 s 74 | 20     |

## Handball

### Tournoi féminin
L'équipe d'Angola de handball féminin gagne sa place pour les Jeux en remportant le tournoi africain de qualification olympique en 2015.

## Natation
| Athlète       | Épreuve       | Séries        | Séries | Demi-finales | Demi-finales | Finale  | Finale  |
| Athlète       | Épreuve       | Temps         | Rang   | Temps        | Rang         | Temps   | Rang    |
| ------------- | ------------- | ------------- | ------ | ------------ | ------------ | ------- | ------- |
| Pedro Pinotes | 400 m 4 nages | 4 min 25 s 84 | 25e    | Éliminé      | Éliminé      | Éliminé | Éliminé |